# Mayday Rock Festiwal
Mayday Rock Festival – cykliczna impreza muzyczna, organizowana w Młodzieżowym Centrum Kultury Mayday (Klub Mayday) w Głogowie, przy współpracy z Miejskim Ośrodkiem Kultury w Głogowie. W ramach festiwalu odbywa się przegląd i konkurs wśród muzyków i zespołów rockowych. Do udziału w Festiwalu zgłasza się ponad 100 zespołów, Festiwal ma formę serii koncertów na przełomie wielu tygodni; kończy go koncert finałowy, podczas którego prezentowani są laureaci konkursu którzy otrzymali nagrodę jury i publiczności oraz zaproszeni goście – przeważnie popularne zespoły i muzycy.

## Historia
Festiwal po raz pierwszy odbył się w 1993 roku.  Od 1995 roku festiwal zyskał charakter międzynarodowy. Impreza odbywała się cyklicznie co rok do 1999. Inicjatorem i organizatorem pierwszych siedmiu edycji był Miejski Ośrodek Kultury w Głogowie. Po tym czasie nastąpiła przerwa. Po czteroletniej przerwie Festiwal został reaktywowany w 2004 roku przez Stowarzyszenie Edukacji Kulturalnej i Artystycznej „MAYDAY”.  W 2005 roku Festiwal okazał się największym klubowym festiwalem rockowym w Polsce. W 2008 roku Festiwal przybrał w pełni międzynarodową oprawę a wśród artystów pojawiły się formacje spoza Polski.
Na Festiwalu kilka znanych rockowych grup muzycznych rozpoczyna swoją karierę (Ira, Pivo, Łzy, Houk, Illusion) oraz wiele z nich przypisuje datę powstania zespołu od występu na tym festiwalu.
Ostatnia, 23 edycja festiwalu odbyła się w 2019.

## Laureaci
2014 – XVIII Mayday Rock Festival
- Nagroda Jury – Omni Modo
- Nagroda Publiczności – Eleanor Gray